# Leto Marcellino
Leto Marcellino (Milano, ... – Milano, 4 aprile 759) è stato un arcivescovo italiano.
Fu arcivescovo di Milano dal 745 al 759.

## Biografia
Appartenente ad una nobile famiglia milanese di origini romane, Leto Marcellino venne eletto arcivescovo di Milano il 4 maggio 745.
Tra i primissimi atti del suo episcopato si ricorda l'istituzione di un concilio contro gli autori di false accuse contro la Chiesa cattolica, il quale decretò che i calunniatori accusati di questi reati potessero essere processati sia da un tribunale civile che da uno ecclesiastico, rischiando pene severissime.
Morì a Milano il 4 aprile 759.